# Ellen Schreiber
Ellen Schreiber est une autrice américaine de fantasy pour adolescents.

## Œuvres

### SérieVampire Kisses

#### Manga
Le dessinateur est Rem.
1. Blood Relatives, Soleil Productions - Soleil Manga gothic, 2009 ((en) Blood relatives, 2007)
2. Blood Relatives, Soleil Productions - Soleil Manga gothic, 2009 ((en) Blood Relatives, Volume 2, 2008)
3. (en) Blood Relatives, Volume 3, 2009

#### Romans
1. Vampire Kisses, Castelmore, 2011 ((en) Vampire Kisses, 2003)
2. Cercueil blues, Castelmore, 2011 ((en) Kissing Coffins, 2005)
3. Vampireville, Castelmore, 2011 ((en) Vampireville, 2006)
4. (en) Dance with a Vampire, 2007
5. (en) The Coffin Club, 2008
6. (en) Royal Blood, 2009
7. (en) Love Bites, 2010
8. (en) Cryptic Cravings, 2011

### SérieOnce in a Full Moon
- (en) Once in a Full Moon, 2011
- (en) Magic of the Moonlight, 2011

### Romans divers
- (en) Teenage Mermaid, 2003
- (en) Comedy Girl, 2004